# Philipp (Film)
Philipp ist ein mittellanger Film  des Regisseurs Fabian Möhrke aus dem Jahr 2010. Der Film wurde mit dem First Steps Award 2010 ausgezeichnet.

## Handlung
Philipp ist fünfzehn. Bernd, Philipps Vater tut, was er kann, um seinem Sohn ein guter Kumpel zu sein. Selbst wenn Philipp ihn beklaut, kann Bernd das irgendwie verstehen. Nicht nur Philipps Freunde finden Bernd richtig cool. Auch Caro, Philipps neue Freundin, ist begeistert. Egal, was Philipp tut, wohin er geht, Bernd ist schon da und erwartet ihn mit einem kumpelhaften Lächeln.

## Hintergrund
Der Film war das Regiediplom von Autor und Regisseur Fabian Möhrke an der Hochschule für Film und Fernsehen Potsdam. An der Produktion des Filmes war die Hochschule jedoch nicht beteiligt. Der Film entstand als erste Eigenproduktion der Berliner Produktionsfirma BuntFilm.

## Kritik
„[…] Es ist nicht leicht, jung zu sein, vor allem, wenn man nette Eltern hat. Philipp hat einen supernetten Vater, einen echten Kumpel, Daddy cool, es ist die Hölle. Fabian Möhrke setzt sie in Philipp präzis in Szene: Familien-Stillleben in Cinemascope, Bilder einer Ohnmacht, einer schleichenden, gefährlichen Wut.“,
Christina Peitz, Der Tagesspiegel 8. September 2010

## Auszeichnungen
- First Steps Award 2010
- Publikumspreis beim Festival Premiers Plans D’Angers, 2011
- Publikumspreis und Ensemble-Preis beim Festival du Cinema de Brive, 2011
- Förderpreis Kamera / Deutscher Kamerapreis, 2011
- FBW Prädikat „Besonders Wertvoll“

## Festivals
- Filmfestival Max-Ophüls-Preis, 2010
- ACHTUNG BERLIN! New Berlin Film Award, 2010
- Filmfestival Cottbus, 2010
- Festival Premiers Plans D’Angers, 2011
- Festival du Cinema de Brive, 2011
- 1. Favourites Film Festival, Berlin, 2011
- 14. Filmfestival Münster, 2011
- 31. Cambridge Film Festival, 2011
- 4. International Medium Length Film Festival of Valencia, 2011
- 3. Über Kurz oder Lang Filmfestival, Murnau, 2011

## Fernsehausstrahlung
Philipp hatte am 5. September 2011 seine Erstausstrahlung auf Arte. Weitere Ausstrahlungen folgten im Oktober 2012 und Juli 2013, ebenfalls auf Arte.

## DVD
Philipp ist am 20. April 2012 auf DVD erschienen.